# Villa Ana

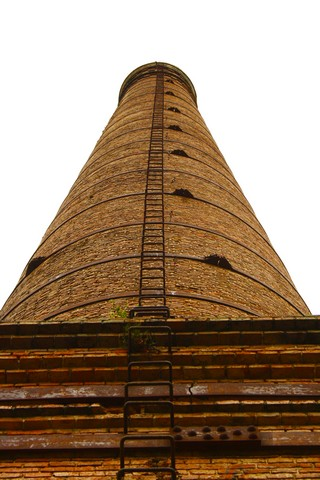
Chimenea de 65 metros de altura (Villa Ana).

La comuna de Villa Ana se sitúa al nordeste de la provincia de Santa Fe, en el departamento General Obligado, a 439 km de la capital provincial.
La zona de Villa Ana se encuentra incluida entre las localidades que se conocen como parte de la Ruta del Tanino en el norte de la Provincia de Santa Fe, entre los Departamentos de Vera y General Obligado. Hacia 1910, el ingeniero Lorenzo Guller, por cuenta de La Forestal, incursionó en la zona denominada por ese entonces Campo Redondo, en busca de agua potable para instalar una fábrica de tanino. Una vez encontrada la zona adecuada, instaló e inauguró la fábrica el 9 de julio de 1910. Alrededor de esta se formó un caserío que dio origen a Villa Ana.

## Localidades y parajes
- Villa Ana, 3.382 habitantes (IPEC, INDEC, 2010)
- Parajes
  - Campo Redondo
  - Desvío km 46
  - El dulce
  - El llagua
  - KM 19
  - KM 544
  - KM 67
  - La Reserva
  - Tobas
  - Mocoví
  - Guazuncho
  - El Amargo

## La Forestal S.A.
Pasados ya los años 1960 del cierre de la última fábrica de tanino, en La Gallareta, los pueblos forestales constituyen espacios históricos de interés. En el norte de la provincia de Santa Fe Chaco santafesino, llanura rodeada de bosques ricos en maderas industriales, el quebracho colorado se mostraba como un inmenso yacimiento que fue atacado por diferentes frentes. Esa explotación generaba una "apariencia de progreso" que hacía "brotar" pueblos en medio de los bosques como Villa Guillermina, Villa Ana, La Gallareta, Golondrina, Intiyaco, Colmena, Garabato y otros en tierras que hasta entonces eran lugares de correría de cazadores y recolectores indígenas. No se puso ningún empeño en la preservación de ese recurso que era y podía ser renovable.
Así, la "Compañía Forestal del Chaco" llega a 1.ª productora de tanino mundial. Absorbida por capitales ingleses y franceses, constituye la "Compañía de Tierras, Maderas y Ferrocarriles La Forestal Ltda.", y fusionada con nuevos capitales dominó los departamentos de 9 de julio, Vera y General Obligado en Santa Fe, contando con seis fábricas de tanino, 400 km de vías férreas, policía y moneda propia "el vale".
Su herencia fue una explotación irracional del bosque, y en una serie de poblados creados también con el mismo criterio, es decir, transitorios, sujetos a la fatalidad del agotamiento del quebracho, donde el interés privado de la compañía extranjera se antepuso al interés público del gobierno nacional y provincial. Una vez elegido el sitio para el pueblo, como allí no se trataba de colonizar ni de subdividir para vender lotes destinados a chacras o a la ganadería, La Forestal, sin intervención estatal, con sus propios ingenieros y técnicos, sin denunciar trazado, hizo relevamientos, trazó planos e inició la tarea de construir edificios, viviendas, fábricas, conservando el dominio sobre toda la tierra.
- Cada pueblo, construido muy rápidamente, comprendía: 
  - una fábrica de tanino (cinco en la provincia de Santa Fe: La Gallareta, Villa Ana, Villa Guillermina, Tartagal, Santa Felicia)
  - edificios para la administración, para habitación del gerente y empleados casados, una "soltería" para empleados; para obreros, ranchos o viviendas modestas para peones, alejadas del centro urbano donde se levantaban las construcciones principales, la casa de visitas, el gran almacén de ramos generales, panadería y carnicería.
  - arbolado
  - calles rectas bien cuidadas, algunas tapizadas con aserrín de quebracho
  - club deportivo, cancha de golf
  - todos los servicios, luz eléctrica, agua corriente, fábrica de hielo, sistema cloacal, farmacia, médico y estos eran gratis

Son pueblos que nacieron "adultos" dentro del criterio de lo que es un pueblo a principios de 1900.
Su fisonomía de pueblos forestales se mantiene casi intacta y recorriéndolos se revive la época de la explotación del quebracho colorado. 
Los documentos escritos muestran: sistemas de trabajo, crédito, pago, convenios de trabajo y de seguro, atención de la salud, registros de empleos, reuniones sociales, funciones de cine, bailes, educación y comunicaciones.
La Forestal dejó una historia muy polémica, e historias fascinantes; la nostalgia de una época de esplendor, las frustraciones de sucesivos intentos de reactivación de los pueblos a través de la industria, una mentalidad dependiente difícil de revertir y una idiosincrasia que prevaleció a las formas culturales foráneas.

## Creación de la Comuna
Aunque la existencia del pueblo se remonta a comienzos del siglo pasado (1902), la jurisdicción del Distrito de la Comuna de Villa Ana fue aprobada por Decreto el 1 de julio de 1914, sin sufrir modificaciones hasta el día de la fecha.

### Gobiernos comunales
| MANDATARIO/A             | PERIODO                 | CARÁCTER                            |
| ------------------------ | ----------------------- | ----------------------------------- |
| Jorge R. Candiotti       | 30/10/45 – 05/12/45     | Delegado Organizador Administrativo |
| José D. Curi             | 05/12/45 – 11/04/48     | Comisionado Comunal Interino        |
| Oscar Nésor Marote       | 11/04/48 – 22/03/50     | Presidente Comisión de Fomento      |
| Agustín Rodríguez        | 22/03/50 – 04/06/52     | Presidente Comisión de Fomento      |
| Alfredo Vera             | 04/06/52 – 07/03/55     | Presidente Comisión de Fomento      |
| Alfredo Vera             | 07/03/55 – 03/10/55     | Comisionado Interventor Interino    |
| Huberto Tulián           | 03/10/55 – 01/05/58     | Comisionado Interventor             |
| Hugo Obregón             | 01/05/58 – 29/04/62     | Presidente Comisión de Fomento      |
| Hugo Obregón             | 29/04/62 – 12/10/63     | Comisionado Interventor Interino    |
| Eusebio Barrios          | 12/10/63 – 28/08/64     | Presidente Comisión de Fomento      |
| Huberto Tulián           | 28/08/64 – 12/10/65     | Presidente Comisión de Fomento      |
| Ernesto Juan Spessot     | 12/10/65 – 17/06/66     | Presidente Comisión de Fomento      |
| Ernesto Juan Spessot     | 17/06/66 – 30/10/67     | Comisionado Comunal Interino        |
| Ernesto Juan Spessot     | 30/10/67 – 12/01/73     | Presidente de la Comuna             |
| Roberto Darío Manfredi   | 12/01/73 – 25/05/73     | Comisionado Comunal Interino        |
| Ernesto Juan Spessot     | 25/05/73 – 25/03/76     | Presidente Comisión de Fomento      |
| Ramón Benítez            | 25/03/76 – 26/05/76     | Comisionado Comunal Interino        |
| Ernesto Juan Spessot     | 26/05/76 – 02/10/80     | Presidente de la Comuna             |
| Dora C. de Barrías       | 02/10/80 – 22/10/80     | A cargo del Despacho de la Comuna   |
| Gustavo José Steeman     | 22/10/80 – 04/08/81     | A cargo del Despacho de la Comuna   |
| Ismael Euclides Rostán   | 04/08/81 – 11/03/83     | Presidente de la Comuna             |
| Ramón Benítez            | 11/03/83 – 11/12/83     | Secretario a cargo del Despacho     |
| Ramón Carlos Gómez       | 11/12/83 – 11/12/95     | Presidente Comisión Comunal         |
| Daniel Alberto Rodríguez | 11/12/95 – 11/12/2013   | Presidente Comisión Comunal         |
| Ramón Eduardo Romano     | 11/12/2013 – 11/12/2017 | Presidente Comisión Comunal         |
| Catalino Coman           | 11/12/2017 – actualidad | Presidente Comisión Comunal         |

## Parroquias de la Iglesia católica en Villa Ana
| Diócesis    | Parroquia                |
| ----------- | ------------------------ |
| Reconquista | Sagrado Corazón de Jesús |